# Angarotipula illustris
Angarotipula illustris là một loài ruồi trong họ Ruồi hạc (Tipulidae). Chúng phân bố ở miền Tân bắc.